# الرفعة
الرفعة هي حي سكني في الهفوف بالمنطقة الشرقية في المملكة العربية السعودية.
عندما زار السيد فيدال واحة الأحساء عام 1373هـ/ 1953م قام برصد العديد من مظاهرها الاجتماعية والجغرافية في كتابه واحة الأحساء، ومما قام بوصفه مدينة الهفوف حيث تعرض لأحيائها الثلاثة الشهيرة الكوت والرفعة والنعاثل، وسوقها المعروف بسوق الخميس، وقد كان العمق المعلوماتي لبحثه لا يتعدى الملامسة الخارجية لمظاهر الحياة فيها، وقد كان بحثه موفقا في حدود خطته البحثية، غير أن هناك مجالات أكثر تنوعا وعمقا للمهتمين بالدراسات التاريخية والجغرافية والثقافية عند رغبتهم في قراءة تلك الأحياء، سواء من النواحي العمرانية أو السكانية أو الاقتصادية وفي هذه الصفحات يسعى الباحث إلى تسليط الضوء على أحد فرقانها الشهيرة المعروف بفريج الرفاعة، في الرفعة الوسطى ضمن وصف السيد فيدال، وسوف يعمل الباحث أدواته الوصفية للخروج بصورة أكثر تفصيلاً من ذلك الفريق (الفريج)، من حيث واقعها العمراني والسكاني والحرفية كعناصر حضارية تفاعلت عبر مر السنين، حيث الموقع في قلب مدينة الهفوف الصاخب بالحياة، وفي هيكل عمراني يحكي ملامح العمران الأحسائي العتيق المتسم بتدرج فراغاته العمرانية في نسق تنازلي، وسكان الفريج من أبناء القبائل العربية، ومنتجاتهم الحرفية تعد في طليعة ما تنتجه الواحة من حيث الجودة، ويعد إسهاما بارزا في تعزيز ملامح الثقافة العربية الأصيلة لسكان الجزيرة العربية في مجال الضيافة العربية المتسمة بالكرم، أو العلاقات الإجتماعية التي يشكل حسن المظهر أحد متطلبات نجاح تلك العلاقة، وتلك الملامح الثقافية التي يدعمها سكان هذا الفريج ليس على مستوى واحة الأحساء خاصة بل على صعيد الجزيرة العربية قاطبة.
هذه الدراسة تأخذ قارئها إلى سكك فريج يقع في قلب مدينة الهفوف يؤمه أبناء حاضرة الأحساء بمدنها وقراها وسكان البادية ليتزودوا منه بالعديد من مستلزماتهم الحياتية كالبشت الحساوي لارتدائه باعتباره أحد مكونات الزي العربي الأصيل، ولاقتناء الدلة الحساوية التي يعد فيه قهوته العربية اليومية أو لضيوفه القادمين في مجلسه، هذا بالإضافة إلى أغماد السيوف والخناجر، كما أن هذا الفريج كان يسعد كثيرا (ولا يزال) باستقبال محبي المنتوجات الأحسائية في مجال الصياغة والمجوهرات، لاسيما العرسانُ وذووهم القادمون للتبضع من المصوغات الذهبية والفضية، التي تزين مفاتنهم ليلة الزفاف، كما يستقبل في الوقت ذاته السياح والمقيمين من الأجانب الذين يترددون على واحة الأحساء، خاصة ممن تستهويهم مسألة اقتناء المنتجات الحرفية باعتبارها أحد مفردات ثقافة الجزيرة العربية.
من يدخل هذا الفريج ويتفرس في مكوناته سيدوي في وجدانه صدى يأتيه من أعماق السنين، تحكي له هموم أبنائه الحرفيين الكادحين من أجل لقمة العيش الشريف، عبر أناملهم المضمخة بعبق التراث العربي الأصيل، حيث الكل يعمل بكل جهد وإخلاص ليبدو منتجه فنا أصيلا يغزو مشاعر مقتنيه قبل محافظ نقودهم، أجل هناك قاسم مشترك يجمع منتجات أبناء الفريج ألا وهو الذوق الرفيع فخياط المشالح لا يخيط فقط وإنما يسكب خيوط الذهب على أقمشة الصوف لتبدو في جمال لا يقل روعة عن صائغ الذهب الذي يشاطره سكنى الفريق، وعشق الإبداع، ورضا عملائهم الذين اعتادوا اقتناء روائع الفن الأحسائي الأصيل.

## الموقع الجغرافي والملامح العمرانية

### موقع فريج الرفاعة
عند زيارة فيدال مدينة الهفوف، كانت المدينة تقتصر على ثلاثة أحياء رئيسة هي: حي الكوت، وحي النعاثل، وحي الرفعة، والأخير منها يتكون من ثلاثة أقسام هي: الرفعة الشمالية، والرفعة الوسطى، والرفعة الجنوبية. وكان كل قسم من هذه الأقسام الثلاثة يتكون من عدة فرقان، وفيما يخص قسم الرفعة الوسطى تحدثنا الوثائق العمرانية أن هذا القسم من الحي يتكون من فريج الرفاعة، وبجواره فريج الفوارس، وفريج الفداغم. وموضع الدراسة هو فريج الرفاعة.
وفريج الرفاعة تتعدد تسمياته، حيث البعض من السكان لا يعرفه إلا بفريج الصاغة، لكونه مركزا لبيع المصوغات الذهبية في مدينة الهفوف، بينما الوثائق العمرانية زودتنا بتسميتين لا ثالث لهما حتى تاريخ إعداد الدراسة إحداهما أسبق من الأخرى هما الشهارنة والرفاعة. غير أن الأسبق في التسمية هو (الشهارنة) لوجود قلعة قديمة اندثرت تعرف بقلعة الشهارنة على حد قول بعض كبار السن، ثم تبدل الاسم مع مرور الوقت إلى (الرفاعة) كاسم مشتق من اسم حي الرفعة الوسطى، ومما وقع عليه الباحث من وثائق دالة على هذا التغير في التسمية مع مرور الأيام وثيقة صادرة في تاريخ 1304هـ وكانت تسمية الفريج بالشهارنة، وفي عام 1328هـ تمت مبايعة أخرى وكانت تسمية الفريج بالرفاعة، كما اطلعت على بعض الوثائق صادرة في عام 1328هـ بنفس اسم الشهارنة تخص مواقع في الرفاعة المذكورة، ولكن مع مرور الوقت غلبت التسمية بالرفاعة، ومن الجدير بالذكر أن البعض يعتقد بأن فريج الشهارنة يبدأ فقط من البراحة التي تقع بجوار بيوت العبد الباقي التي تقع جنوب براحة العمدة عبد الله بن عزاز، بينما الواقع خلاف ذلك إذ نجده كان يبدأ من براحة سوق الدهن.

### حدود فريج الرفاعة (الشهارنة)
قبل التعرض لحدود فريق الرفاعة يجدر التنويه بأن الباحث الأمريكي السيد فيدال استوعب في إحدى خرائطه لمدينة الهفوف الطرف الشمالي من فريج الرفاعة وبالتحديد جزء براحة سوق الدهن، كما أشار إلى ذكر محلات بيع الذهب (انظر الخريطة المرفقة) الأمر الذي يجعل من الخريطة المذكورة تحتل أهمية في سياق الدراسة لمن يرغب في التعرف على بقية ملامح مدينة الهفوف القديمة.
يحد هذا الفريق من الشمال سوق الحميدية، وسور الكوت القديم، أما حدوده الجنوبية فتكاد أن تكون متعسرة لتداخل حدود الشهارنة الثابت دخولها ضمن نطاق الرفعة الوسطى وحدود الرفعة الجنوبية وذلك بلحاظ وقوع مدرسة الشهارنة المالكية في الرفعة الجنوبية كما يشير إلى ذلك الأستاذ عبد اللطيف بن عثمان الملا في كتابه لمحات من الحياة التعليمية في الأحساء محددا موقع المدرسة المذكورة بقوله: «مدرسة الشهارنة أولى مدارس أسرة آل مبارك في حي الرفعة الجنوبية بالهفوف، وحيث كانت تقطنه، أسرة آل مبارك قبل انتقال بعض بيوتاتها إلى الصالحية، تقع هذه المدرسة ولم تزل أطلالها باقية بجوار مسجد الشيخ مبارك المسمى المليحية بشارع الرفعة قبل الأسواق النسائية حاليا بالهفوف، وتعتبر – مدرسة الشهارنة – أولى مدارس الأسرة، أنشأت سنة 1200هـ».
ويحد فريج الرفاعة من الجنوب الرفعة الجنوبية، ومن الشرق فريق آل بن فارس (الفوارس حاليا) وفريج الفداغم المعروف بـ (البرية) ومن الغرب حي النعاثل.

### العناصر العمرانية لفريج الرفاعة
يتكون فريج الرفاعة من ثلاثة قطاعات رئيسة، شكلت أغلب معالمها سكك الفريج التي يستخدمها المارة فيه سواء منهم سكان الفريج أنفسهم أو الباعة وأصحاب المحلات الحرفية والمتسوقون، وقد كانت السكك متماثلة فيما بينها حيث لا يزيد عرضها بين مترين ونصف إلى ثلاثة أمتار، غير أن أحدها تم توسعته بعد نزع ملكية عدد كبير من البيوت المطلة عليه مشكلة منه شارعاً رئيساً لا يستغني عنه المارة في وقتنا الحاضر عند دخولهم سوق الهفوف النسائي والمعروف بسوق السويج. وقد بلغ الوصف من كثير ممن عاصر السكة قبل نزع الملكية أن بعض أهل البادية إذا مر في هذه السكة ـ وهو قادم من بوابة الجرن المفضية إلى الطرق المؤدية إلى مساكن أهل البادية المحيطين بالهفوف من بوابتها الجنوبية ـ وهو على جمل محمل ببضاعة كبيرة كانت أطرافها تحك في الجدران.
أما القطاعات الثلاثة فهي كما يلي:
القطاع الأول: وهو الجزء الشمالي للفريق المتضمن المساكن المحيطة بسكة سوق الذهب والمعروفة قديما بسكة (العليا) والتي تبدأ من براحة سوق الدهن. وحتى براحة العمدة عبد الله بن عزاز. (انظر الخريطة المرفقة)
القطاع الثاني: وهو الجزء الجنوبي للفريق والخالي من محلات بيع الذهب آنذاك على الرغم من اتصاله بسكة سوق الذهب والمار بها أيضا سكة (العليا) وهذا القسم يبدأ ببراحة العمدة عبد الله بن عزاز، وتخترقه السكة المذكورة حتى تصل إلى حدود فريج الشريفة (انظر الخريطة المرفقة)، والمعروف بالفداغم أيضا أو البرية كما ورد في العديد من الحجج الشرعية.
القطاع الثالث: وهو الجزء المجاور للمدرسة الأميرية أول مدرسة للتعليم النظامي في المنطقة الشرقية. (انظر الخريطة المرفقة)، ويوجد ما يوثق دخول هذا الجزء في فريج الرفاعة العديد من الحجج الشرعية.

### التدرج الهرمي للفراغات العمرانية في فريج الرفاعة.
لو أكملنا الجزء المتبقي من خريطة فيدال والمتعلقة بفريج الرفاعة، نجد أن الفراغات العمرانية الموجودة في فريج الرفاعة تأخذ شكلا هرميا يتدرج من السعة إلى الضيق، فعلى سبيل المثال في القطاع رقم (1) والتي يحدها شمالا سوق الحميدية المتصل بسوق الخميس الدوري المنعقد كل يوم خميس على مستوى الواحة، فهذا المكان يعتبر من أوسع الفراغات العمرانية في مدينة كالأحساء على مستوى الجزيرة العربية، وهذا ليس على نحوالمبالغة في الوصف، فقد صرح بذلك أمين الريحاني حيث يقول: «أعرض شارع شاهدته في شبه الجزيرة العربية وأكثرها ازدحاما، وهو شارع عريض وجذاب، مع ممرات مقنطرة على واجهة الدكاكين، إنه ريفرا الأحساء»، ثم يأتي ميدان سوق الحميدية وهو متصل بسوق الخميس وهذا سوق دائم لأبناء مدينة الهفوف وبه مركز الشرطة، يليه براحة سوق الدهن وهي مساحة تبدو أقل اتساعا من سوق الخميس والحميدية، وهو مكان يباع فيه سمن الغنم المجلوب من البادية، وسمن البقر المعد من منتجات حليب أبقار سكان المدينة، وهذا السوق يعقد عصر كل يوم، يفترش فيه الباعة من النساء والرجال الأرض، وينتهي السوق بدخول وقت صلاة المغرب، وعلى طرفي البراحة من الشمال محلات لبيع سلع مجلوبة من البادية مثل الصوف، أو سلع يحتاجها أهل البادية كـ قرب الماء، والعكة، والشن، والصميل، والدلو، والمزودة، والشداد، والمسماة. وفي الجهة الجنوبية من البراحة وبالتحديد في اقصى اليسار، يوجد سكة تبدو ضيقة جدا بالمقارنة ببراحة سوق الدهن، وهذه السكة تدعى بسكة العليا كما مر آنفا، ثم تبدأ الفراغات تتشكل مرة أخرى على نحو أضيق تقريبا مثل الدهاليز المؤدية إلى مجموعة من المنازل، ومن تلك الدهاليز التي تواجه الداخل في فريج الرفاعة عبر سكة العليا من براحة سوق الدهن، على اليمين دهليز الياسين الخرس، وقبل هذا الدهليز براحة صغيرة من جهة اليسار يوجد دهليز البقشي يليه دهليز الباذر، ثم دهليز العيسى. ويتقاطع مع سكة العليا سكة أخرى تدعى بسكة سيفان، يوجد بها دهليزان لعائلة الخرس كل واحد منهما يعرف بدهليز الخرس، وهو يقع في الجهة اليمنى ودهليز آخر في الجهة اليسرى يعرف بدهليز الدين.
هذا أن الدهاليز عادة ما تأخذ الداخل فيها مجموعة من البيوتات في داخلها فراغات مفتوحة إلى عنان السماء، تسمى «الحوي».
وقد استخدم في بناء منازل فريج الرفاعة قديما مواد البناء المحلية القديمة وهي الطين وجذوع النخيل في البيوت المتواضعة، أما الكبيرة الميسور حال أصحابها فقد بنيت بالطين أيضا، وطويت جدرانها بالجص الأبيض، أما أسقفها فقد شكلت بخشب الكندل، والباسجيل، والبواري والحصر، أو المداد.

## الأسر (العوائل) في هذا الفريج
سكن هذا الفريج عدة عوائل معروفة وهم كما يلي:
- العاشور
- الياسين
- عائلة العلوي
- عائلة البن حمضه من بنو مرة
- البقشي
- الباذر، من قبيلة غفار
- البن خليفة، من قبيلة تميم
- البوجبارة، من المساعرة وينتسبون إلى قبيلة الدواسر
- البوحيمد، من قبيلة تميم
- البوعنقة
- الحواج
- الحسن بن براهيم، من الدهامشة من قبيلة عنزة
- الخرس، من بني وداعة المنتسبة إلى الدواسر
- الدين، من الدهامشة وينتسبون إلى قبيلة عنزة
- السليمان، وينتمون إلى الدهامشة من قبيلة عنزة
- العبد الباقي، وينتسبون إلى آل عبد الجبار
- العوض
- المحارفي،  وينتسبون إلى قبيلة بني تميم
- المسلم
- الموسى، وينتسبون إلى بني تميم
- الموسى الحمراني
- النجيدي
- الوايل
- الدندن وينتسبون إلى بنو خالد
- الفهيد وينتسبون إلى بني عبد القيس
- بوحليقة ، وينتمون إلى ال المقلد من بكر بن وائل
- الشواف ، هم ال بن فارس الخزاعي
- البن صالح ،في الرفعة الشمالية و منهم العبداللطيف و الحَجي  اصولهم من الغرير

## الحرف المهنية وبعدها الثقافي لدى أبناء فريج الرفاعة
الحرف المهنية لا تقتصر على كونها مصدر رزق لمحترفيها بل مصدر اعتزاز وفخر كبيرين؛ لأن الحرف تخزين موروثا ثقافيا كبيرا، يشف عما خلفه من أصالة وذوق وإبداع، تبديه أنامل الصناع المجهدة عبر السنين، وفريج الرفاعة يزخر بأولئك المهرة، العاشقين لمهنتهم، حتى لشدة تعلقهم بها، واعتزازهم بتاريخها، وما تكتنزه من معانٍ ثقافية، يجدونها ميراثا ثقافيا لا يقل أهمية عن ميراث الأدب والتربية الذي يتلقاه عن والده، لذا نجد أغلب أفراد بعض عوائل هذا الفريج يتخصصون في مهنة بعينها، ويتلذذ بذلك؛ لأنه تراث الآباء والأجداد، فضلا عن أنه يعزز بعدا ثقافيا يتحلى به أبناء جلدته من واحة الأحساء، بل وسكان الجزيرة العربية، فمنتجاتهم غزت أسواق الحواضر المحيطة آنذاك، وصارت النسبة الأحسائية علامة مميزة لها.
يقول الأستاذ قسطنطين زريق في كتابه «في معركة الحضارة»، حيث يرجع مكونات حضارة أي أمة إلى مصدرين أساسيين هما الثقافة culture، وحضارة civilization:
"الحضارات التي ظهرت في التاريخ متعددة ومختلفة، لكنها مشتركة فيما بينها بأنها تنبثق عن طبيعة إنسانية واحدة، وتعبر عن معان إنسانية أصيلة، أما الحضارات الحية اليوم فيؤمل أن تسير بفعل قوى العصر، في طريق التآلف لتكون حضارة إنسانية موحدة حقا ولكل من هذه الحضارات مظاهرها ومقوماتها، وتبدلاتها وتأثراتها وتأثيراتها.
```
ولنتساءل أولا: أين يمكننا أن نرى ونلمس أية حضارة من هذه الحضارات؟ بأية صورة تبدو وأية وجوه تتمثل؟ من خلال أية مظاهر ننفذ إلى جوهرها ونستشف روحها؟ أنجدها في منتجات أبنائها المادية كالأدوات التي يصنعونها والأمتعة التي ينتفعون بها والسلع التي يتبادلونها؟ أم في ما يبنون من مصانع وما يشيدون من عمائر؟ أم في ما يتنظمون به من شرائع وأحكام وأجهزة ومؤسسات؟ أم في ما ينتهجون من مسالك وما يتحلون به من فضائل؟ أم فيما يبدعونه في ميادين الأدب والفن والعلم؟ أم في عقائدهم الدينية ومذاهبهم الفلسفية وقيمهم الخلقية؟ أم في غير هذا وذاك وذلك من شؤون حياتهم أو صور نشاطهم؟
```

الجواب أن الحضارة تتمثل في جميع هذه الصور والمظاهر، بل في كل صورة أو مظهر يدل على نوع من أنواع الاكتساب ويتعدى الطبيعة البدائية والوراثة الجنسية الخالصة، إنها تشمل الحياة بمجموعها ولا تقتصر على جزء أو جانب أو مظهر منها. ولما كانت هذه المظاهر متعددة مختلفة، فقد حاول الباحثون محاولات شتى لتمييزها وتصنيفها. ولعل أبرز هذه المحاولات وأعمها هي تلك التي تقسمها إلى صنفين رئيسيين: مادية، وعقلية روحية، وقد اختلف الباحثون الغربيون الذاهبون هذا المذهب في تسمية هذا وذاك من الصنفين المذكورين بـ Culture أو Civilization فمنهم من أطلق الأولى، على مجموع المظاهر العقلية والروحية، والثانية على مجموع المظاهر المادية، ومنهم من عكس هذه التسمية انتهى كلام قسطنطين زريق، ورأينا كيف أكد على أن المهن والأدوات والمنتجات من أبرز مكونات ثقافة أي حضارة.
```
ولم تكن هذه المعاني العلمية على دقتها غائبة عن وعي المهرة والصناع في فريج الرفاعة، وإن قصرت المعاني عن صياغتها عند البعض، إلا أن البعض الآخر قد استطاع أن يقول ذلك بكل عفوية وشفافية عن مهنة آبائه وأجداده.
```

يقول الحاج علي بن محمد الخرس (توفي عام 1411هـ)«شيخ خياطي البشوت في زمانه»: «كل من يلبس البشت يعرف قيمته فنحن نصنع الزي الوطني لبلدنا.... فماذا بعد ذلك؟».